# Залізничний вокзал (Тернопіль)
Залізничний вокзал — двірець головної станції Тернопільської дирекції Львівської залізниці. Розташований у середмісті Тернополя. Пам'ятка архітектури місцевого значення, охоронний номер 13.

## Історія
Перша будівля виникла 1870 року з відкриттям 28 грудня 1870 року залізничної колії Золочів — Тернопіль. Восени 1903 почали будівництво нового приміщення вокзалу. Проєкт розробило технічне бюро міністерства залізниць у Відні (нині Австрія). Сучасний вигляд вокзалу — це те, що вдалося побудувати згідно плану в 1952 році.
Навесні 1905 закінчено спорудження правого крила, у серпні 1906 новий вокзал ввели у дію.
Фронтон було прикрашено дзеркальним коло-вікном площею 65 м². На вокзалі були водогін, центральне опалення, освітлення від власної динамомашини. Вартість будівництва — 300 тисяч крон.
Зруйнований під час Першої світової війни, згодом відбудований.
У вересні 1920 в салоні Залізничного вокзалу розміщувався штаб Головного отамана Армії УНР Симона Петлюри.
1944 — знову зруйновано. Відновлений 1952 року в зміненому вигляді.
Останні опоряджувальні роботи  в 1999—2000  виконала фірма «Марс» під керівництвом А. Мусійчука (архітектор Данило Чепіль).

## Транспортне сполучення
До залізничного вокзалу можливо дістатися:
- автобусними маршрутами № 3, 4, 6, 6А, 8, 14, 15, 16, 19, 20, 20А, 22, 22А, 27, 35, 36;
- тролейбусними маршрутами № 3, 5, 7, 8, 9, 11.

## Світлини

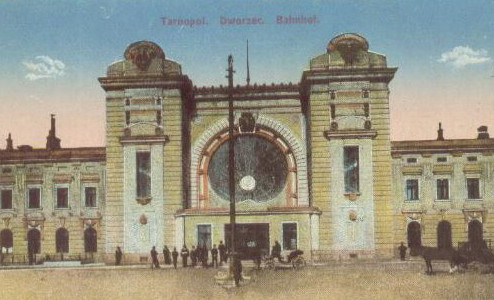
Вокзал у 1914 р.
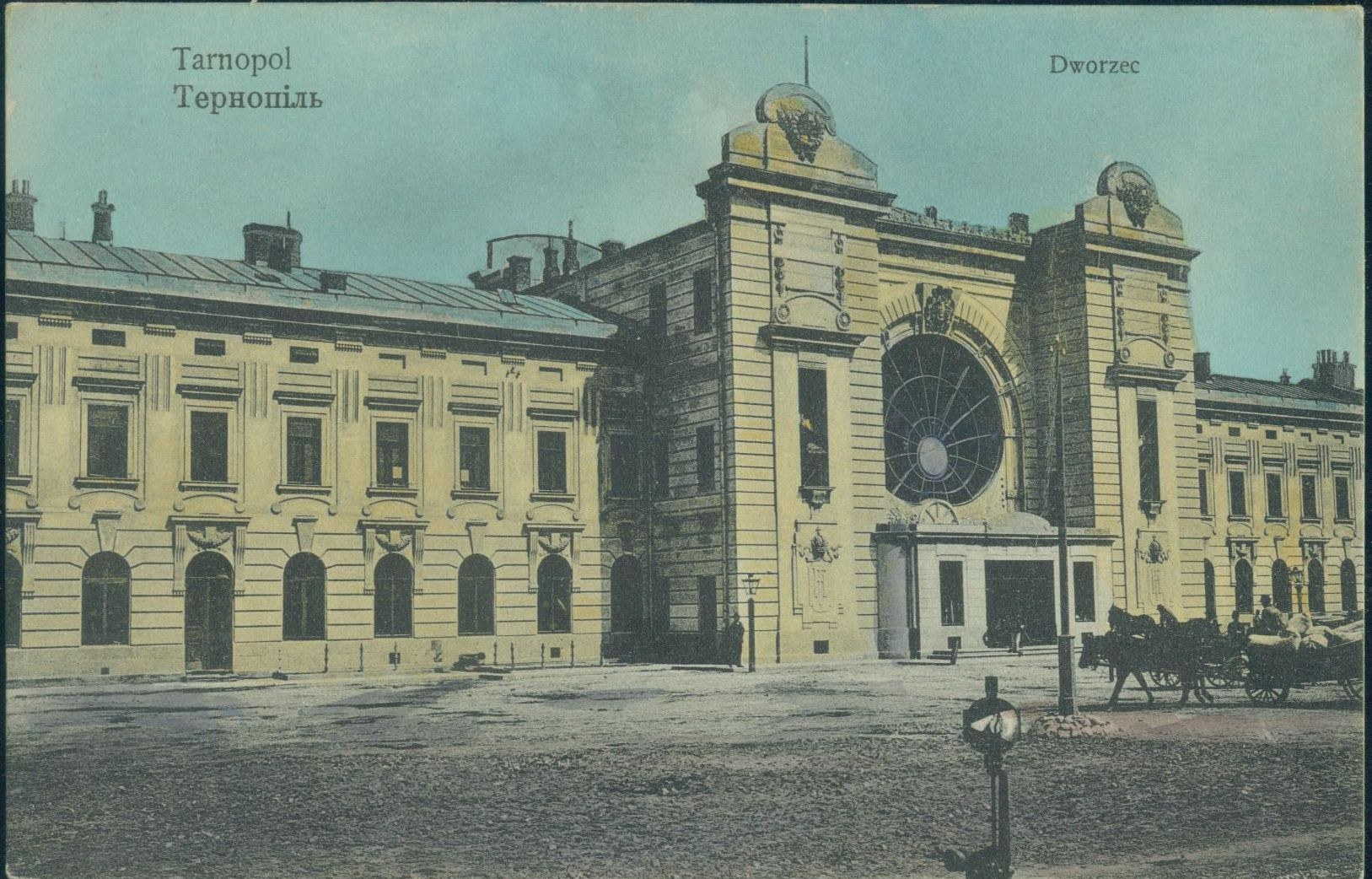
Двірець вокзалу в 1918 р.
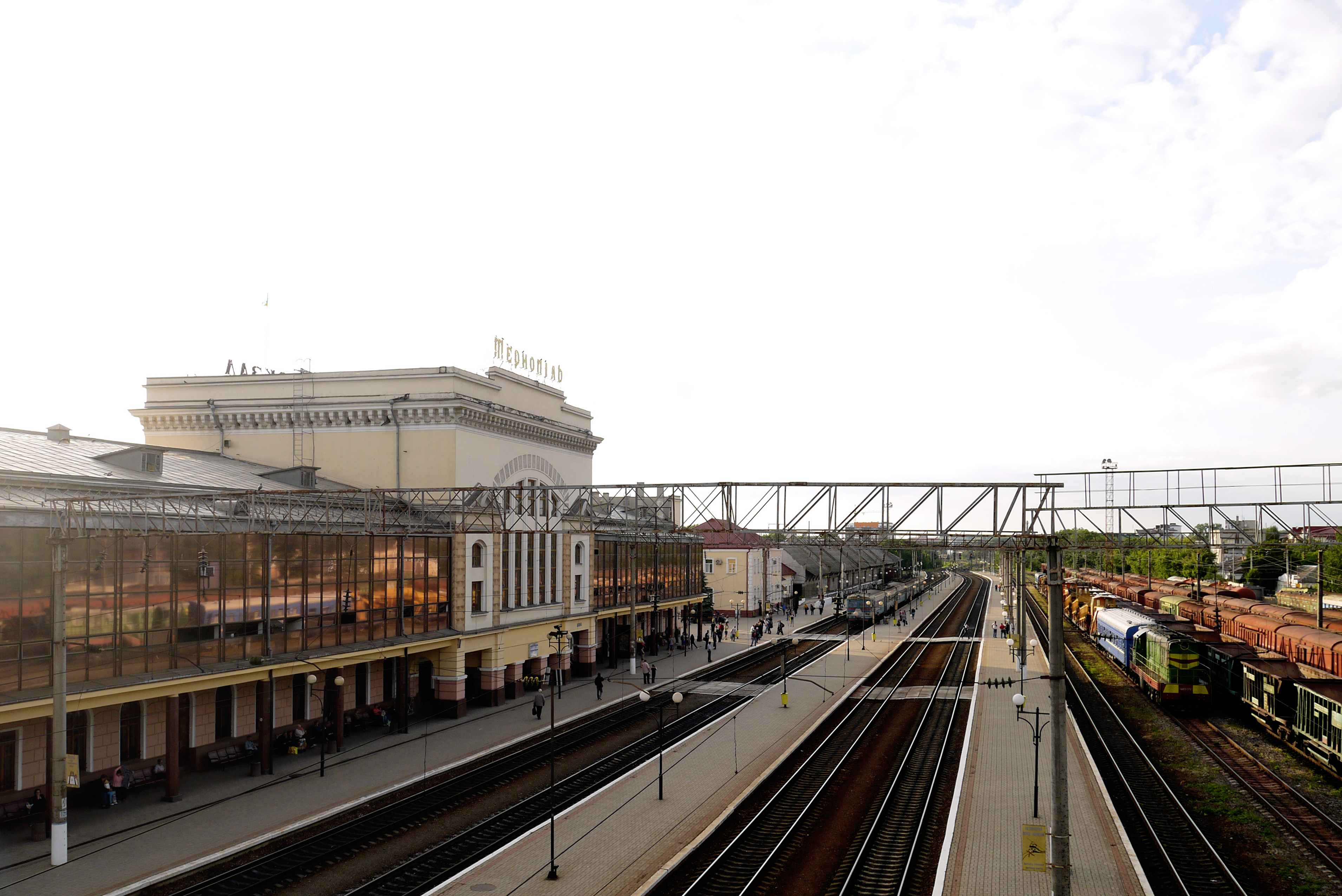
Вигляд залізичного вокзалу з пішохідного моста, осінь 2017 р.